# Stångenäs och Rixö
Stångenäs och Rixö – miejscowość (tätort) w Szwecji, w regionie administracyjnym (län) Västra Götaland, w gminie Lysekil.
Według danych Szwedzkiego Urzędu Statystycznego liczba ludności wyniosła: 255 (31 grudnia 2018) i 242 (31 grudnia 2019).